# George David Weiss
George David Weiss (Nueva York, Nueva York, 9 de abril de 1921 - Oldwick, Nueva Jersey, 23 de agosto de 2010) fue un compositor y arreglista estadounidense, autor o coautor de algunos temas muy reconocidos, como «What a Wonderful World», interpretado originalmente por Louis Armstrong.

## Canciones compuestas
- «Can't Help Falling in Love» (1962) - coescrita con Luigi Creatore y Hugo Peretti, cantada por Elvis Presley
- «What a Wonderful World» (1967) - coescrita con Bob Thiele, cantada por Louis Armstrong